# СКР-6
ПЛК-13, с 19 мая 1966 СКР-6 — сторожевой корабль проекта 35 Балтийского и Черноморского флотов ВМФ СССР. Стал известен после того, как 12 февраля 1988 совершил навал на американский эсминец «Кэрон», который незаконно пересёк морскую границу СССР.

## Служба
Сторожевой корабль СКР-6 был заложен на стапеле ССЗ № 820 в Калининграде (заводской № 182) 10 апреля 1963 года. 6 февраля 1964 спущен на воду, 12 марта 1966 зачислен в списки кораблей ВМФ. До 19 мая 1966 относился к подклассу ПЛК. 
Вступил в строй 30 ноября 1966 и 12 декабря 1966 включен в состав Дважды Краснознамённого Балтийского флота. 28 июля 1967 перечислен в состав Краснознамённого Черноморского Флота и летом 1967 совершил межфлотский переход вокруг Скандинавии из Балтийска в Севастополь.
Имел бортовой номер 679.
С 1 по 30 июня 1967  во время Шестидневной войны и с 1 января по 31 декабря 1968, находясь при несении боевой службы в зоне военных действий на Средиземном море, выполнял задачу по оказанию помощи вооруженным силам Египта. 
С 19 июля 1976 по 2 марта 1978 и с 23 января 1984 по 8 апреля 1986 на «Севморзаводе» имени С.Орджоникидзе в Севастополе проходил капитальный ремонт.
В начале февраля месяца 1988 года стало известно о предстоящем заходе в Чёрное море ракетного крейсера «Йорктаун» и эсминца «Кэрон» из состава 6-го флота США. Правовое основание посещения Черного моря военными кораблями это Статья 10 конвенции Монтрё 1936 года. Американские корабли, пройдя турецкие проливы, 12 февраля вошли в Чёрное море. Их взяли под наблюдение корабли разведки Черноморского флота. В тот же день командующему Черноморским флотом адмиралу М. Н. Хронопуло был отдан приказ действовать в соответствии с ранее полученной директивой — в случае нарушения ими госграницы действовать решительно, вплоть до навала на данные корабли. В эту операцию были назначены два сторожевых корабля Черноморского флота: «Беззаветный», проект 1135, командир В. И. Богдашин и СКР-6, командир А. А. Петров, с приказом  пресечь возможные действия по нарушению границы территориальных вод страны. 
По данным центрального командного пункта ВМФ СССР, события в районе между Ялтой и Форосом, куда пришли американцы, выглядели следующим образом:
В 09:45 12 февраля 1988 год (за полчаса до предполагаемого входа американцев в Форосский залив) с «Беззаветного» открытым текстом передали на «Йорктаун»: «Ваш курс ведет к пересечению территориальных вод СССР. Предлагаю лечь на курс 110». Сигнал был оставлен без ответа. Тогда начальник штаба ЧФ приказал командиру «Беззаветного» передать на американский крейсер следующее предупреждение по радио: «По существующим советским законам, право мирного прохода иностранными военными кораблями в этом районе запрещено. Во избежание инцидента настоятельно рекомендую изменить Ваш курс с целью предотвращения нарушения территориальных вод СССР». В 10:15 с «Йорктауна» поступил ответ: «Вас понял. Я ничего не нарушаю. Действую согласно международным правилам».
Тогда в дело вмешался сам командующий ЧФ адмирал М. Н. Хронопуло, по приказу которого «Беззаветный» передал на американский крейсер предупреждение: «До входа в территориальные воды СССР — 20 кабельтовых. В случае нарушения Вами территориальных вод имею приказ вытеснять Вас вплоть до навала», но в 10:45 «Йорктаун» повторно ответил: «Курс менять не буду. Пользуюсь правом мирного прохода. Ничего не нарушаю». В этот момент оба корабля пересекли границу территориальных вод СССР, и пограничный СКР «Измаил» поднял сигнал: «Вы нарушили границу территориальных вод СССР».
СКР-6 пустился в погоню за американским эсминцем, который уклонялся от навала увеличением скорости хода. Все советские корабли подняли тот же сигнал, что и «Измаил». «Беззаветный» в это время находился на траверзе левого борта «Йорктауна», а СКР-6 следовал в кильватер «Кэрону». Американские корабли продолжали двигаться в сторону крымского побережья. Причины этого были непонятны: или изменение курса не предусматривалось планами американской стороны, или это было вне компетенции командиров кораблей. В 10:56 эсминец «Кэрон», заметив решительный маневр догонявшего его СКР-6, который находился в 150 метрах, спешно поднял сигнал: «Не подходить к борту!» В это же время «Беззаветный» следовал всего в полусотне метров от «Йорктауна». Последовал последний обмен сигналами, который ни к чему не привёл. Советские сторожевики, резко увеличив ход, начали навал на вдвое более крупные американские корабли. «Беззаветный» постоянно докладывал на командный пункт флота в Севастополе сообщение о дистанции. На кормовой палубе у борта «Йорктауна» столпились матросы, которые наблюдали за приближением советского сторожевика. Было 11:02, когда «Беззаветный» навалился на левый борт крейсера, со скрежетом прошёлся по леерам и пусковой установке ракет «Гарпун», смяв их. 
СКР-6 навалился на левый борт в кормовой части эсминца «Кэрон», повредив ему шлюпку и шлюпбалку (на самом сторожевике был смят фальшборт и погнуты леерные стойки). Но точный расчет и мастерство командиров обоих кораблей позволили выполнить непростой приказ, продемонстрировав решительность собственных намерений, не переходя при этом опасную грань. Одновременно с этим в этой сложной ситуации удалось избежать более серьёзных повреждений и человеческих жертв.
В 11:40 адмирал Хронопуло передал на оба корабля СССР приказ из Москвы: «Отойти от кораблей США, передать им требование покинуть территориальные воды СССР. Быть готовыми к повторному навалу». Отойдя от американских кораблей на безопасное расстояние, оба сторожевика продолжили сопровождение нарушителей в полной готовности к повторению маневра. Но оба американских корабля легли на курс выхода из территориальных вод и больше не возвращались тем же путём. Выйдя в нейтральные воды, они легли в дрейф, ведя активные переговоры по радио со своим начальством, и взяли курс в сторону Босфора. Больше эти суда не заходили в советские территориальные воды.
19 апреля 1990 был исключен из состава ВМФ в связи со сдачей в ОФИ для разоружения, демонтажа и реализации. 1 августа 1990 расформирован и позже разделан на металл в Севастополе.

## Командиры
- 1967 - А. П. Дядюн
- 1988 - капитан-лейтенант, капитан 3-го ранга Петров, Александр Анатольевич,
- капитан-лейтенант Котяхов.